# Калабрия
Кала́брия (итал. Calabria, сиц. Calabbria, Calavria, лат. Brut(t)ium, Calabria) — административная область в Италии. Она разделена на 5 провинций, три — исторических: Реджо-Калабрия, Козенца и Катандзаро, и две современных: Кротоне и Вибо-Валентия.
Столица Калабрии — Катандзаро, одновременно это и центр одноимённой провинции.
Численность населения области — 1 947 131 чел. (01-01-2019).
В честь области назван астероид (218636) Calabria, который раньше назывался 2005 SN4.

## Физико-географическая характеристика

### Географическое положение
Калабрия расположена в самой южной части Апеннинского полуострова, как говорят иногда образно, «в носке итальянского сапога». С запада она омывается Тирренским морем, с востока — Ионическим, с северо-востока — заливом Таранто, а с юго-запада отделён от Сицилии Мессинским проливом, минимальная ширина которого (между мысом Пелоро на Сицилии и мысом Пеццо в Калабрии) составляет всего 3,2 км вследствие наличия тектонической связи между массивом Аспромонте и цепью Пелори. Прямо напротив Реджо-ди-Калабрии, старинного города и центра одноимённой провинции, через пролив, находится сицилийский город Мессина. На севере Калабрия граничит с провинцией Базиликата. По форме область длинная и узкая, полуостров Калабрия имеет протяжённость с севера на юг 248 км, а его максимальная ширина — 110 км. Протяжённость береговой линии составляет более 780 км.

### Рельеф
Калабрийские заливы:
- залив Корильяно (часть залива Таранто);
- залив Джоя-Тауро (Тирренское море);
- залив Поликастра (Тирренское море), омывает также побережье областей Кампания и Базиликата;
- залив Сант-Эуфемия (Тирренское море);
- залив Скуиллаче (Ионийское море);

Калабрия имеет преимущественно холмистый ландшафт (холмы занимают 49,2 % территории области).
Значительную часть территории Калабрии (41,8 %) занимают горные районы. Горы Калабрии являются отрогами Апеннин и называются здесь Калабрийскими Апеннинами. Они состоят из отдельных частей:
- на севере — южные отроги массива Поллино, расположенного на границе с Базиликатой; наивысшая точка — Дольчедорме (2267 м);
- на северо-востоке, на берегу Тирренского моря, — Прибрежная горная цепь (Кордильера Костера);
- севернее центра области — Сила, обширное плоскогорье, заросшее хвойными и лиственными лесами и простирающееся на юг вплоть до перешейка Марчеллинары;
- в центре — Калабрийские хребты, которые на юге соединяются с плоскогорьем Аспромонте; самая высокая вершина Калабрийских хребтов — гора Пекораро — достигает высоты 1420 м;
- между равнинами Сант-Эуфемия и Джоя-Тауро находится гора Поро (710 м);
- Горнолыжный курорт Gambarie через Мессинский пролив расположен ближе всего к морюна юге находится высокогорное плато Аспромонте, самая высокая вершина которого — гора Монтальто (или, как её ещё называют, Кокуцца) — достигает высоты 1955 м.

### Реки и озёра
Реки Калабрии коротки в силу того, что её территория — это длинный и узкий по конфигурации полуостров, который пересечён горными хребтами. Наиболее длинные реки — Крати и Нето, впадающие в Ионическое море. Более короткие реки — Трионто, Тасина и Кораче, Амато-иль-Муконе, берущие начало на нагорье Сила, и реки Савуто и Лао, истоки которых находятся на плато Поллино.
В Калабрии много мелких искусственных озёр, большая часть которых находится на нагорье Сила. Это — Амполлино, Арво, Чечита и Анджитола.

## История
Самыми древними, известными науке, поселенцами Калабрии считаются осевшие здесь племена осков и самнитов. Они же являются предками населения соседней области, Базиликаты (ранее — Лукании), где назывались луканами. Так жители Базиликаты зовут себя и до сих пор.
С VIII века до н. э. Калабрия была колонизована греками. Её города, такие как Сибарис, Кротон и Локры Эпизефирские, были одними из самых крупных городов Великой Греции. Греки и дали области название, от слов «калон-брион», которыми греки обозначали плодородные земли.
Завоевание Калабрии римлянами в III веке до н. э. привело её к упадку. В период раннего Средневековья в Калабрии также широко была распространена малярия, особенно в заболоченных районах. На её берега часто совершались пиратские набеги. Во время Готских войн Калабрия была опустошена. Здесь, как и во всей Италии, тогда господствовали императоры Византии.
В 1061 году Калабрия была завоёвана норманнами. Предводителями норманнов были братья Роберт Гвискар и Рожер Боссо из династии Отвилей. При них было образовано Королевство Сицилия, в состав которого вошла и Калабрия. Дальнейшая история Калабрии была связана с историей этого королевства. С 1194 года здесь правила династия Гогенштауфенов (Штауфенов). В 1266 году власть перешла к Анжуйской династии французского происхождения, с которыми боролась династия арагонских королей. В результате борьбы территория была разделена на два королевства, в одно из которых, Неаполитанское, вошла Калабрия. С XV по XIX век на её побережья часто нападали турки или берберы.
Во время революционного движения за объединения Италии (Рисорджименто) здесь, в горах Аспромонте, сражался и был ранен Гарибальди.
Последний период истории провинции тесно связан с образованием единого Итальянского королевства и установления республики. Вплоть до XX века Калабрия оставалась частью отсталого в экономическом отношении аграрного юга страны.

## Административное деление
Область Калабрия включает 4 провинции и 1 метропольный город:
| Провинции и метропольный город | Население, чел. (2013) | Площадь, км² | Плотность, чел./км² | Число коммун |
| ------------------------------ | ---------------------- | ------------ | ------------------- | ------------ |
| Катандзаро                     | 359 716                | 2391         | 150                 | 80           |
| Козенца                        | 714 281                | 6650         | 107                 | 155          |
| Кротоне                        | 171 666                | 1717         | 100                 | 27           |
| Реджо-ди-Калабрия              | 550 323                | 3183         | 173                 | 97           |
| Вибо-Валентия                  | 162 252                | 1139         | 142                 | 50           |

## Государственно-административное управление
Исполнительная власть: областное правительство (Giunta Regionale) состоит из главы области (Presidente della Regione), который избирается на 5-летний срок, его заместителя и министров (число которых в настоящее время составляет 11).
Законодательная власть: областной совет (парламент; итал. Consiglio Regionale della Calabria) состоит из 50 членов, избираемых на 5-летний срок.
Для местных органов власти характерна крайняя степень коррумпированности. По словам известного борца против мафии, писателя Роберто Савиано, из 50 членов областного совета Калабрии 35 имеют судимость, находятся под следствием или обвиняются в правонарушениях.

## Лингвистико-этнографическая характеристика
Калабрийский диалект итальянского языка близок другим южным диалектам. На севере области он больше уподобляется неаполитанскому языку, а в южной — сицилийскому. Под влиянием переселенцев сформировались и другие диалекты. Известно, что калабрийский диалект испытал огромное влияние греческого, и часть населения говорит на т. н. греко-калабрийском наречии (или греканико), который был прежде распространён во всей Южной Италии (до XI века), а в Калабрии до 19 века. Теперь он сохраняется у небольшого числа жителей региона Бовесиа.
Итало-албанский диалект. В некоторых зонах на севере Калабрии был в древности распространён один из албанских диалектов, тоскский (тоски — этническая группа албанцев). Говорящих на этом наречии насчитывалось в XV—XVI вв. до 300 тыс.человек, а в 2001 году — 70 тыс.
Окситано-калабрийский диалект встречается в небольшом приморском анклаве Гуардия-Пьемонтезе. Он населён потомками вальденсов, высланных в Средние века из Прованса, Пьемонта и Лигурии.

## Экономика
В области выращивают пшеницу, цитрусовые, оливы, инжир, картофель, виноград, что и составляет основу экономики. В дополнение к этому важную роль играют лесоразработки и рыболовство. В области есть залежи минеральных солей, и есть собственные гидроэнергоресурсы. В области работает ряд гидроэлектростанций. В XX веке ряд реформ дал некоторый сдвиг в развитии области. Развивается химическая промышленность, хотя в целом характер экономики остаётся аграрным.
Внутренний валовой продукт Калабрии составляет 2,2 % от общего продукта страны, или 33 507 млн евро. Валовой доход на душу населения — 16 244 евро.

## Туризм
Основа туризма Калабрии — море, богатое рыбой. В приморском ландшафте чередуются пляжи и скалистые берега. Поэт Габриеле д' Аннунцио называл набережную в городе Реджо-ди-Калабрия «самым красивым километром Италии». Слаборазвитая промышленность и отсутствие больших городов долгое время оставляли море незагрязненным, и Калабрия все ещё считается природным раем. Ситуация все же меняется и случаи загрязнения морской воды стали более частыми, хотя и не повсюду. Горный туризм распространён в горах Аспромонте и Сила, в районе озёр Арво и Амполлино.
Реджо-ди-Калабрия, расположенный на берегу пролива между Италией и Сицилией, — самый большой и самый старый город в Калабрии, насчитывающий 3000 лет истории. Здесь расположены ботанический сад, национальный музей Великой Греции и Арагонский замок. Кроме этого, на берегах как Тирренского, так и Ионического морей, есть ещё ряд более мелких, но живописных городов со своими достопримечательностями.
В Тропее расположен приют Санта-Мария делл’Изола. Сидерно известен комфортабельными гостиницами. В Джераче внимание могут привлечь норманнский замок и старый собор. Скуиллаче — морской курорт и место проведения археологических раскопок. В Стило расположен дом знаменитого философа-утописта Томмазо Кампанеллы, Норманнский замок и византийский собор. Основные курорты Калабрии — Тропеа, Соверато, Скалея.